# NT Андромеды
NT Андромеды (лат. NT Andromedae) — одиночная переменная звезда в созвездии Андромеды на расстоянии (вычисленном из значения параллакса) приблизительно 200096 световых лет (около 61350 парсеков) от Солнца. Видимая звёздная величина звезды — от +16,6m до +15,9m.

## Характеристики
NT Андромеды — жёлто-белая пульсирующая переменная звезда типа RR Лиры (RRC) спектрального класса F. Эффективная температура — около 7040 K.